# Międzynarodowa federacja demokratyczna kobiet

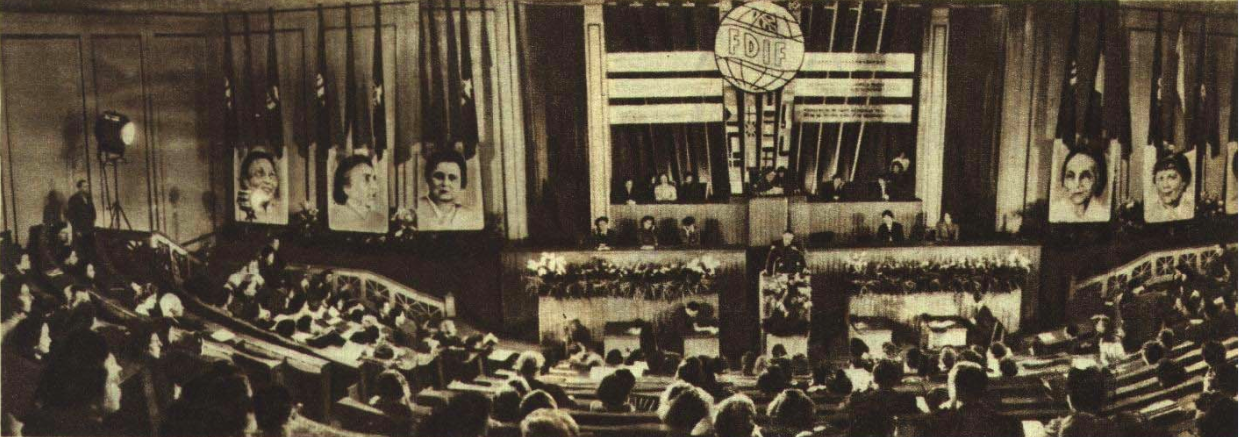
Kongres w 1951.

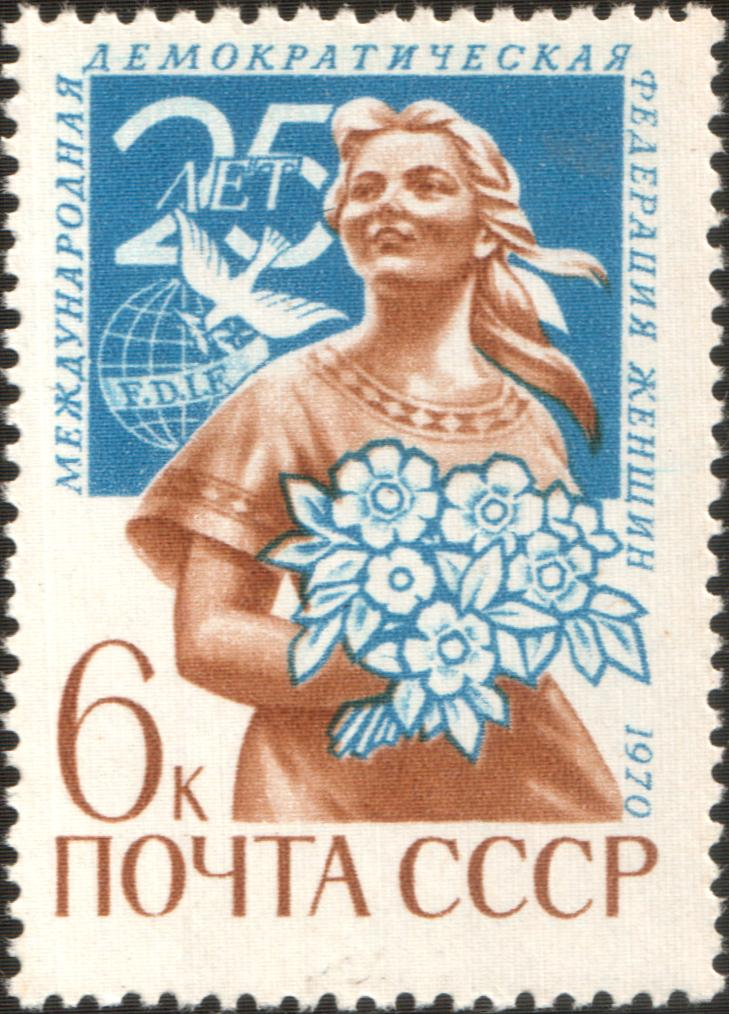
Znaczek radziecki z 1970 r. z okazji 25 rocznicy powstania Międzynarodowa Federacja Demokratyczna Kobiet (FDIF).

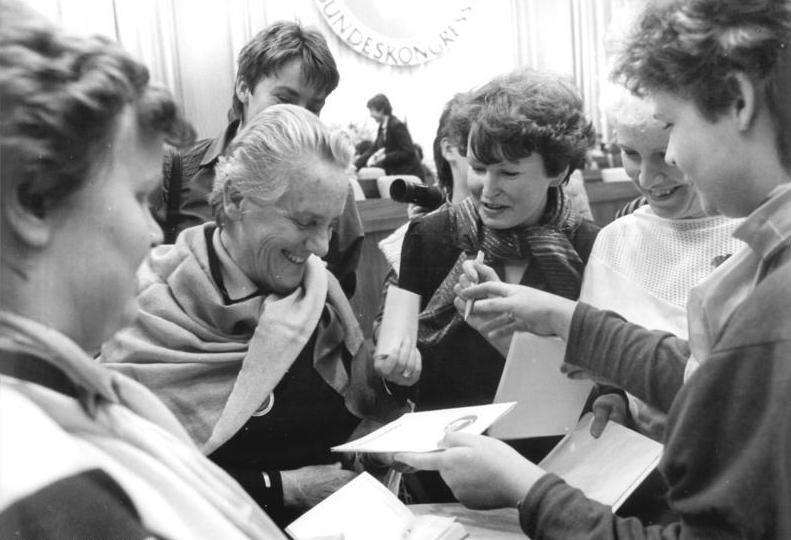
Kongres Berliński w 1987 roku.

Międzynarodowa Demokratyczna Federacja Kobiet (ang. Women's International Democratic Federation, WIDF) – międzynarodowa organizacja kobieca założona 26 listopada 1945 roku w Paryżu, blisko związana z ruchem komunistycznym.

## Historia

### Założenie i konstrukcja
WIDF została założona w 1945 roku podczas kongresu w Maison de la Mutualité w Paryżu, gromadzącego delegatki z 37 krajów. Jej pierwszą przewodniczącą była francuska fizyczka Eugénie Cotton. Wśród członkiń założycielek organizacji znalazły się m.in. Bułgarka Coła Dragojczewa i Rumunka Ana Pauker, a później także wiele innych działaczek, takich jak Francuzki Marie-Claude Vaillant-Couturier i Françoise Leclercq, Irakijka Naziha al-Dulaimi, Kubanka Vilma Espín, Japonka Raichō Hiratsuka, Nigeryjka Funmilayo Ransome-Kuti, Egipcjanka Ceza Nabarawi, Hiszpanka Dolores Ibárruri, Szwedka Andrea Andreen, radziecka deputowana Nina Popowa oraz Sudanka Fatima Ahmed Ibrahim. Niektóre z nich brały czynny udział w tworzeniu Międzynarodowego Komitetu Kobiet przeciw wojnie i faszyzmowi w latach 30 (jedna z liderek była Gabrielle Duchane), w ramach ruchu Amsterdam-Pleyel. Był to jeden z pierwszych objawów kobiecego antyfaszyzmu, którego dziedzictwo znacząco wpłynęło na powstanie WIDF. Nakładają się na to również inne źródła inspiracji : pamięć o Międzynarodówce Socjalistycznej Kobiet Clary Zetkin (1907), historia feministycznego pacyfizmu (na wzór Międzynarodowej Ligi Kobiet na rzecz Pokoju i Wolności założonej w 1915 roku podczas I wojny światowej i kontynuowanej po wojnie w 1919 roku, mniej radykalnej niż przyszła WIDF), szczególny nacisk nakładano na macierzyństwo jako dodatkowy argument na rzecz utrzymania pokoju, powołując się na specyficzną kobiecą wrażliwość obywatelską, doświadczenie z czasów oporu, oraz – przynajmniej na początku – wymiar feministyczny.
Jest to jedna z najważniejszych i najbardziej wpływowych międzynarodowych organizacji kobiet przed II wojną światową. Eugénie Cotton wyraziła następujące życzenie : ,, Masowe działanie kobiet w życiu publicznym może i powinno mieć wielkie znaczenie". W wielu momentach w swojej historii, FDIF posiadała status doradczy przy ECOSOC. To z inicjatywy przedstawicielek FDIF w Komisji Narodów Zjednoczonych ds. Statusu Kobiet, ONZ ogłosiło rok1975 Międzynarodowym Rokiem Kobiety.
Stowarzyszone z WIDF były organizacje bliskie ruchowi komunistycznemu: Unia Francuskich Kobiet, Związek Kobiet we Włoszech, Związek Afrykańskich Kobiet w Kongo, Demokratyczna Liga Kobiet w Niemczech i w końcu Stowarzyszenie Kobiet Antyfaszystowskich w Hiszpanii.

### Ideologia
W momencie powstawania główne obszary zainteresowania Międzynarodowej Demokratycznej Federacji Kobiet obejmowały antyfaszyzm, pokój na świecie (w tym sprzeciw wobec bomby atomowej), dobrostan dzieci oraz poprawę statusu kobiet. Celem było zapewnienie trwałości wartości ruchów oporu, wykształconych w walce z reżimem nazistowskim, oraz wywarcie wpływu tych idei na kraje zachodnie w okresie powojennym. Chodziło o stworzenie, jak określiła to historyczka Mercedes Yusta, „transnarodowego kobiecego ruchu antyfaszystowskiego”. W tym samym czasie powstawały inne masowe organizacje antyfaszystowskie, skupiające różne grupy społeczne, takie jak Światowa Federacja Młodzieży Demokratycznej - skierowana do młodych ludzi.
Podczas zimnej wojny, organizacja była komunistyczna i pro-sowiecka,. Z biegiem czasu, w miarę jak sytuacja międzynarodowa się rozwijała, pojawiały się napięcia, które budziły obawy przed powrotem wojny, a także stopniowa polaryzacja na dwa bloki w latach 1946-1947, WIDF szybko ewoluowała i stała się głosem sowieckiej propagandy, w szczególności przeciwko zagrożeniu „imperialistyczną wojną” ze strony Stanów Zjednoczonych. Inna organizacja, Światowa Rada Pokoju, została stworzona, aby bardziej szczegółowo odpowiedzieć na to zagadnienie, a w 1950 roku doprowadziła do Apelu Sztokholmskiego. Podczas gdy każdy blok tworzył swoją  propagandę, ZSRR rozwijało retorykę, która utożsamiała Waszyngton z faszyzmem. Ta retoryka została przejęta przez organizacje pod jego kontrolą, w tym WIDF, która przyjęła coraz bardziej „agresywną” linię, zgodną z polityką sowiecką – jak zauważa Mercedes Yusta. Niemniej jednak, organizacja ta zyskiwała wiarygodność dzięki swojej pacifistyczno-feministycznej aurze. Już od 1946 roku dokumenty, które produkowała, były przesiąknięte obroną ZSRR jako ojczyzny pokoju oraz krytyką mocarstw zachodnich, jako „reakcyjnych” sił. Był to powrót do dialektyki faszyzm / antyfaszyzm, której doświadczono w latach 30., ale teraz powiązanej z nowymi kwestiami, w szczególności antykolonialnymi. 
W tym okresie Kongres Kobiet Amerykańskich był oddziałem Stanów Zjednoczonych afiliowanym przy FDIF. W 1949 roku jego członkowie stali się celem ataku ze strony Komisji ds. Działalności Antyamerykańskiej Izby Reprezentantów (HUAC), która twierdziła, że organizacja jest bardziej zainteresowana popieraniem ZSRR niż promowaniem praw kobiet. Ta kampania antykomunistyczna doprowadziła do przeniesienia siedziby z Paryża do Berlina-Wschodniego (13 Unter den Linden) i kosztowała WIDF utratę statusu konsultacyjnego przy ONZ.
Kilku historyków zauważa, że WIDF wspierała prawa kobiet oraz walki antykolonialne w Azji, Afryce i Ameryce Łacińskiej. Międzynarodowy Dzień Ochrony Dzieci, który obchodzony jest w wielu krajach pod nazwą Dzień Dziecka od 1 czerwca 1950 roku, miał zostać zainicjowany przez WIDF podczas jej kongresu w listopadzie 1949 roku w Moskwie.
Idee feministyczne, silne w początkach istnienia WIDF, pozwoliły na to, żeby "kobiety o zróżnicowanym zapleczu politycznym mogły utożsamić się z dyskursem i żądaniami Federacji„ podkreśla Mercedes Yusta. Pomimo różnych poglądów tych kobiet i ich przynależności do innych organizacji, WIDF chciała zjednoczyć je wokół wspólnej sprawy pokoju. Ambicja ta odniosła sukces na kongresie założycielskim (w ten sposób obecne były działaczki WILPF, Międzynarodowego Sojuszu Kobiet – AIF oraz Francuskiej Unii na rzecz Praw Wyborczych Kobiet), mimo że komuniści dominowali w organizacji. Pamięć o ruchu oporu i obawa przed odrodzeniem się faszyzmu przyczyniły się do początkowej tolerancji tych kobiet, niebędących komunistkami, wobec WIDF, mocno związanej z Moskwą. Jednak ta tolerancja nie trwała długo. 
Dążąc do hegemonii, Federacja znalazła się w rywalizacji z innymi, starszymi międzynarodowymi organizacjami feministycznymi, które były progresywne, ale nie komunistyczne (Międzynarodowa Rada Kobiet, AIF, WILPF). Na polecenie Kremla, WIDF szybko porzuciła łagodność swoich początków i zaczęła posługiwać się binarną retoryką, by je zdyskredytować, przedstawiając na przykład AIF jako „sufrażystkową i oderwaną od życia” oraz WILDF jako „faszystowską” i „antydemokratyczną”. Mercedes Yusta zauważa, że: „W tym momencie [w 1946 roku] jest oczywiste, że WIDF odwróciła się od feminizmu”, uznając go za burżuazyjny i oderwany od mas ludowych. Wiceprzewodnicząca WIDF, Dolores Ibárruri, oświadczyła podczas posiedzenia swojego komitetu wykonawczego: „Nie jesteśmy feministkami. Jesteśmy kobietami, które walczą o wolność i demokrację”. Dystansując się od „przestarzałej walki sufrażystek”, WIDF koncentruje swoją działalność na pokoju (czyli przeciwko mocarstwom zachodnim, uważanym za sprawców wojen, podczas gdy ZSRR i demokracje ludowe są przedstawiane jako modele do naśladowania), podkreślając szczególną kobiecą wrażliwość, by uzasadnić tę walkę i przyciągnąć masy kobiet. Mercedes Yusta konkluduje: „Z organizacji kobiet, WIDF stawała się coraz bardziej organizacją matek”. 
Jednakże Pascale Barthélémy zauważa, że w przeciwieństwie do ruchów katolickich, które bronią idei matki gotowej do wszelkich poświęceń dla swoich bliskich, model WIDF promuje matkę zdolną do ochrony swoich dzieci poprzez działanie na świecie. W jej perspektywie, waloryzacja macierzyństwa nie jest już środkiem do poniżania i podporządkowywania kobiet, lecz wręcz przeciwnie – staje się narzędziem działania politycznego, w ramach pokojowego i bojowego macierzyństwa. Ponadto, to podejście jest integracyjne i pozwala dotrzeć w szczególności do kobiet z Afryki i Azji, które wówczas walczyły o swoją emancypację. Dla Pascale Barthélémy, dyskurs WIDF „łączy zarówno feminizm różnicowy, jak i uniwersalistyczny. Różnicowy, ponieważ domaga się praw dla kobiet „jako kobiet”, a nawet „jako matek”; uniwersalistyczny, ponieważ opiera się na wartościach i koncepcji emancypacji, które powstały w świecie zachodnim, ale są postrzegane jako uniwersalne”. 

### Publikacja i siedziba

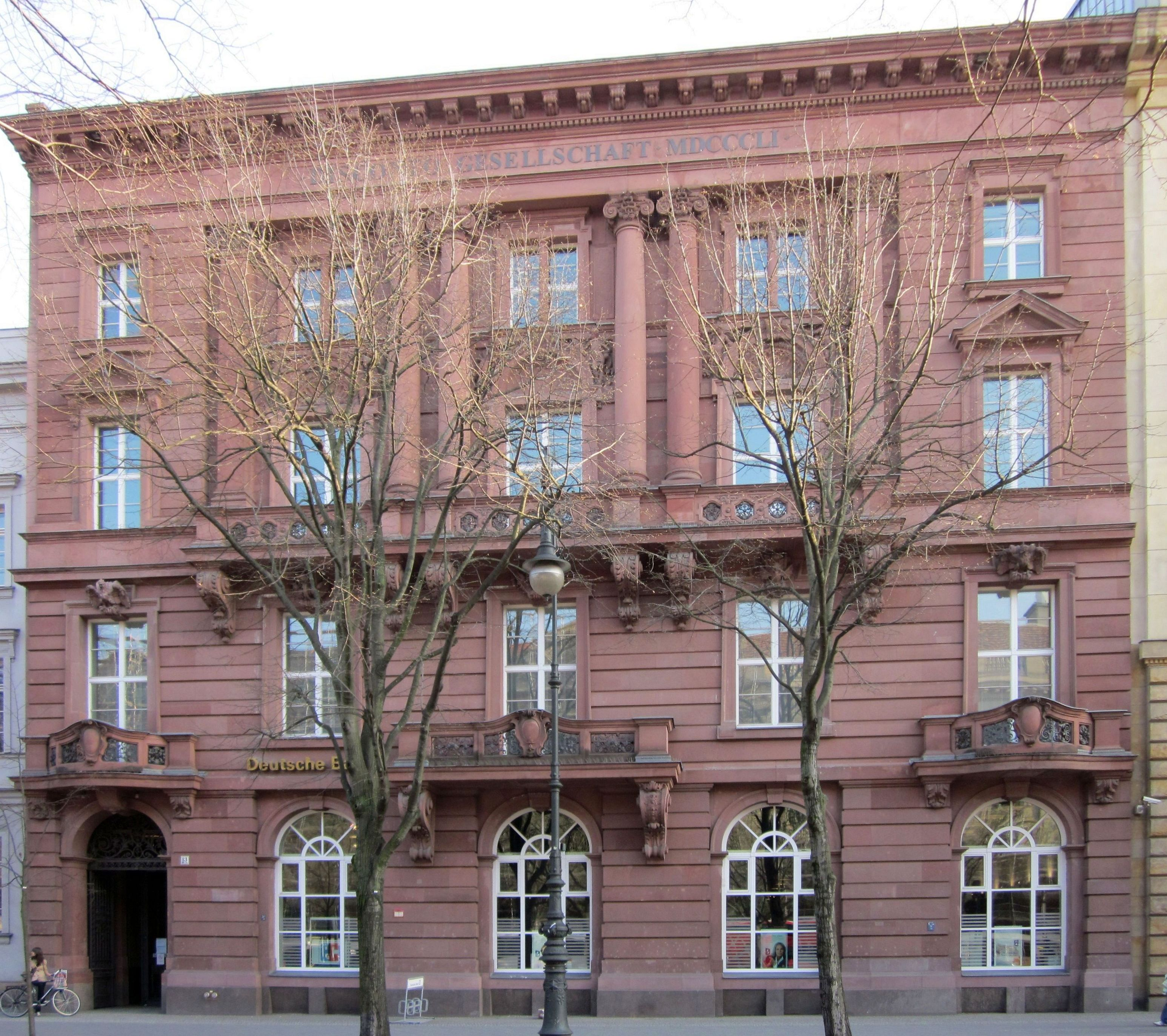
Dawna siedziba FDIF w Berlinie.

WIDF wydawała miesięcznik Women of the Whole World (WOWW ) w języku angielskim, francuskim, hiszpańskim, niemieckim i rosyjskim, a także okazjonalnie w języku arabskim. 
W latach 1951–1992 siedziba FDIF mieściła się w Berlinie Wschodnim, przy ulicy Unter den Linden 13. Obecnie sekretariat mieści się w São Paulo w Brazylii.
Liza Maza jest regionalnym koordynatorem WIDF w Azji  .

## Lista prezydentów
- 1945-1967 : Eugenie Cotton
- 1969-1974 : Hertta Kuusinen
- 1975-1989 : Freda Brown

## Lista kongresów

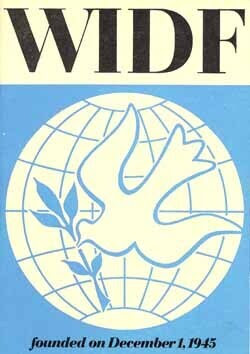
Oryginalne logo (1945).

- 1945 : Paryż (Francja)
- 1946 : Moskwa (ZSRR)
- 1948 : Budapeszt (Węgry)
- 1953 : Kopenhaga (Dania)
- 1958 : Wiedeń (Austria)
- 1963 : Moskwa (ZSRR)
- 1969 : Helsinki (Finlandia)
- 1975 : Berlin Wschodni ( NRD )
- 1981 : Praga ( Czechosłowacja )
- 1987 : Moskwa (ZSRR)
- 1991 : Anglia (Wielka Brytania)
- 1994 : Le Blanc-Mesnil (Francja)
- 1998 : Bobigny (Francja)
- 2002 : Bejrut (Liban)
- 2007 : Caracas (Wenezuela)